# Heliconius latiflava
Heliconius latiflava är en fjärilsart som beskrevs av Heinrich Neustetter 1931. Heliconius latiflava ingår i släktet Heliconius och familjen praktfjärilar. Inga underarter finns listade i Catalogue of Life.